# Jingxing
För andra betydelser, se Jingxing (olika betydelser).
Jingxing, även romaniserat Tsingsing, är ett härad som lyder under Shijiazhuangs stad på prefekturnivå  i Hebei-provinsen i norra Kina. Det ligger omkring 280 kilometer sydväst om huvudstaden Peking.